# Raymond Barthès
Pour les articles homonymes, voir Barthes.
Pas d'image ? Cliquez ici

a Compétitions nationales et continentales officielles uniquement.

Raymond Barthès, également écrit Raymond Barthez, né le 24 novembre 1919 à Toulouse (France) et mort le 4 juillet 2005 à Castelnau-le-Lez (France), est un joueur français de rugby à XIII et de rugby à XV, devenu ensuite entraîneur de rugby à XV. Il pratique également l'athlétisme à haut niveau, dans les épreuves du 100 mètres, 200 mètres et saut en longueur.
À partir de 1938, Raymond Barthès pratique tout d'abord le rugby à XIII à Toulouse XIII avant de rejoindre le XV, à la suite de l'interdiction du rugby à XIII en France, et le club du Stade toulousain. Puis, il joue au RRC Nice ainsi qu'à l'USO Montpellier avant d'arrêter sa carrière de joueur à la Section paloise en 1946. En parallèle, il est sélectionné par la sélection Littoral-Provence ainsi que la sélection Languedoc-Roussillon pour participer à la Coupe nationale de rugby à XV.
Joueur très rapide évoluant au poste d'ailier, il pratique également l'athlétisme et termine deuxième du 100 mètres aux Championnats de France 1941.
Après avoir arrêté de jouer, il devient entraîneur de rugby à XV. Il effectue une saison à Montpellier en 1944-1945 puis rejoint l'US Romans Péage en 1951. Ensuite, il devient entraîneur de l'AS Béziers, où il œuvre de 1955 jusqu'en 1965. Il permet au club biterrois de passer dans une nouvelle dimension et dispute de nombreuses finales. Il remporte le premier titre de champion de France du club en 1961, la première Coupe d'Europe de l'histoire en 1962, ainsi qu'un Challenge Yves du Manoir en 1964. Puis, il fait son départ au RC Narbonne voisin en 1965, remportant le Challenge Yves du Manoir en 1968 et y reste jusqu'en 1970. Il entraîne ensuite les équipes suivantes : Avignon, le Valence sportif et enfin le SO Millau.

## Biographie

### Carrière de sportif
Raymond Barthès naît le 24 novembre 1919 à Toulouse, dans le département français de la Haute-Garonne,,.
En 1938, il commence la pratique du rugby à XIII à Toulouse XIII. Cette année-là, il arrive jusqu'en quart de finale du Championnat de France contre Villeneuve-sur-Lot,.
Cependant, le rugby à XIII étant interdit et supprimé en 1941 par le régime de Vichy, il rejoint le club de rugby à XV du Stade toulousain,. Pratiquant également l'athlétisme à haut niveau, il termine notamment deuxième à l'épreuve du 100 mètres, avec un temps de 10 s 40, et aux Championnats de France 1941, derrière le détenteur du record national René Valmy,,. Sur le 200 mètres, il termine troisième,. Dans les Pyrénées, il gagne plusieurs titres en sprint et en saut en longueur,. Également en 1941, il est membre de la sélection française d'athlétisme.
L'année suivante, il part au Racing Rugby Club de Nice, où il côtoie François Raynal, Pierre Marrens, André Melet, François Rivière et Max Rousié. Dans ce nouveau club, il assure également ses premières fonction d'entraîneur. Également en 1942, il est finaliste de la Coupe nationale avec la sélection Littoral-Provence,,. 
En 1943, il change à nouveau de club et signe à l'Union des sports olympiques montpelliérains (USOM). Cette année-là, étant titulaire au poste d'ailier, le club atteint les quarts de finale du Championnat de France et se qualifie également jusqu'en huitième de finale de la Coupe de France. Cette même année, sélectionné avec la sélection Languedoc-Roussillon, il remporte la Coupe nationale 22 à 5 contre la Bourgogne-Franche-Comté,. L'année suivante, il remporte à nouveau la Coupe nationale après un succès 14 à 3 en finale contre la sélection Côte basque-Béarn,.
L'USOM optant pour le rugby à XIII en 1944, Raymond Barthès ne joue pas et signe pour la Section paloise en 1946. Cependant, il subit un accident à un genou qui le contraint à arrêter sa carrière de joueur.
En parallèle, au niveau professionnel, il est enseignant d'éducation physique et sportive au CREPS de Montpellier,.

### Carrière d'entraîneur
Après sa carrière de joueur, Raymond Barthès devient conseiller technique et entraîneur en rugby à XV. Après avoir déjà officié au RRC Nice, il est entraîneur à Montpellier en 1944-1945.
À partir de 1951, il dirige l'US Romans Péage, qu'il mène deux fois en demi-finale du Championnat de France en 1954 et 1955.
En 1955, alors qu'il se rend à Narbonne, il est intercepté en gare de Béziers par les dirigeants de l'AS Béziers qui lui proposent le poste d'entraîneur, ce qu'il accepte,,. Dans son nouveau club, il fait progresser l'équipe jusqu'à jouer une première finale de Championnat de France en 1960, où les siens sont battus 14 à 11 par le FC Lourdes,,. Cette saison-là, il mène également son équipe en finale du Challenge Yves du Manoir mais, malgré un score de parité 9 à 9, le Stade montois est désigné vainqueur au bénéfice des essais marqués.
L'année suivante, le club retourne en finale du Championnat et s'impose cette fois-ci 6 à 3 contre l'US Dax. L'AS Béziers remporte son premier titre de champion de France,. Quelques jours plus tard, les Biterrois s'inclinent à nouveau en finale du Challenge Yves du Manoir contre le Stade montois, sur le score de 17 à 8.
Lors de la saison 1961-1962, l'AS Béziers dispute une troisième finale de Championnat de France d'affilée mais s'incline 14 à 11 face au SU Agen,. Quelques semaines après ce revers, le club biterrois remporte la première édition de la Coupe d'Europe des clubs champions FIRA, étant qualifié en tant que champion de France 1961, en disposant du club roumain du Grivita Rosie Bucarest (ro) sur le score de 11 à 3 au stade Dinamo de Bucarest,,,.
Deux ans plus tard, en 1964, Raymond Barthès mène le club en finale de trois compétitions. En Championnat de France, l'AS Béziers s'incline 14 à 0 contre la Section paloise. Puis, en Challenge Yves du Manoir les Biterrois prennent leur revanche sur les Palois en s'imposant 6 à 3,. Enfin, les Héraultais remporte le Challenge Antoine-Béguère 6 à 3 contre le Stade montois.
À l'issue de la saison 1964-1965, sa dixième avec l'AS Béziers, il annonce sa démission en la justifiant comme telle : « ... il se trouve que ma méthode de travail et de jeu est discutée actuellement par certains membres de votre comité, et certaines personnes influentes qui l'approchent. Dans ces conditions j'ai décidé de me retirer. Soyez assuré que c'est avec de grands regrets, car je ne sais si j'ai beaucoup apporté à l'ASB, mais je sais que je lui ai beaucoup donné et c'est d'ailleurs ma plus grande joie... ». Quelques années plus tard, son successeur Raoul Barrière, qui a notamment joué sous ses ordres et remporté de nombreux trophées en tant qu'entraîneur de l'AS Béziers, lui rend hommage : « C'est lui qui a fait l'ASB (...) je n'ai fait que suivre son exemple en amenant à maturité des fruits mûrs venus de la pépinière biterroise et particulièrement des juniors parmi lesquels se trouvaient Vaquerin, Buonomo, Palmié, Cabrol, Paco, Pesteil, etc ». Raymond Barthès est alors reconnu comme un précurseur après avoir mis en place de nouvelles stratégies dans le jeu des avants et une préparation physique spécifique aux joueurs, certains développant une certaine autonomie les conduisant à s'entraîner en dehors des entraînements au club. Tout au long de son passage au sein du club biterrois, il entretient de bonnes relations avec le capitaine de l'équipe Pierre Danos.
Dès 1965, il signe pour le club rival du RC Narbonne,. Raymond Barthès remporte le Challenge Antoine-Béguère l'année suivante avant de gagner le Challenge Yves du Manoir en 1968 après une finale perdue en 1967. Durant son passage dans le club narbonnais, il participe à l'éclosion de plusieurs joueurs devenus internationaux français.
À partir de la saison 1971-1972, il accepte le poste d'entraîneur du Valence sportif, proposé par son ancien coéquipier à l'USOM Charles Péraldi désormais membre du Comité directeur de la Fédération française de rugby.
Il entraîne également à Avignon ainsi que le SO Millau.
Outre sa carrière d'entraîneur, il participe également à l'encadrement de dix stages nationaux du troisième degré de la Fédération française de rugby,.
Raymond Barthès meurt le 4 juillet 2005 à Castelnau-le-Lez dans le département de l'Hérault.

## Palmarès

### Athlétisme
- Deuxième du 100 mètres aux Championnats de France en 1941.
- Troisième du 200 mètres aux Championnats de France en 1941.

### Joueur de rugby à XV
- Finaliste de la Coupe nationale en 1942 avec la sélection Littoral-Provence.
- Vainqueur de la Coupe nationale en 1943 et 1944 avec la sélection Languedoc-Roussillon.

### Entraîneur de rugby à XV
- Finaliste du Championnat de France en 1960, 1962 et 1964 avec l'AS Béziers.
- Finaliste du Challenge Yves du Manoir en 1960 et 1961 avec l'AS Béziers et en 1967 avec le RC Narbonne.
- Vainqueur du Championnat de France en 1961 avec l'AS Béziers.
- Vainqueur de la Coupe d'Europe des clubs champions FIRA en 1962 avec l'AS Béziers.
- Vainqueur du Challenge Yves du Manoir en 1964 avec l'AS Béziers et en 1968 avec le RC Narbonne.
- Vainqueur du Challenge Antoine-Béguère en 1964 avec l'AS Béziers et en 1966 avec le RC Narbonne.